# Khủng bố Đỏ

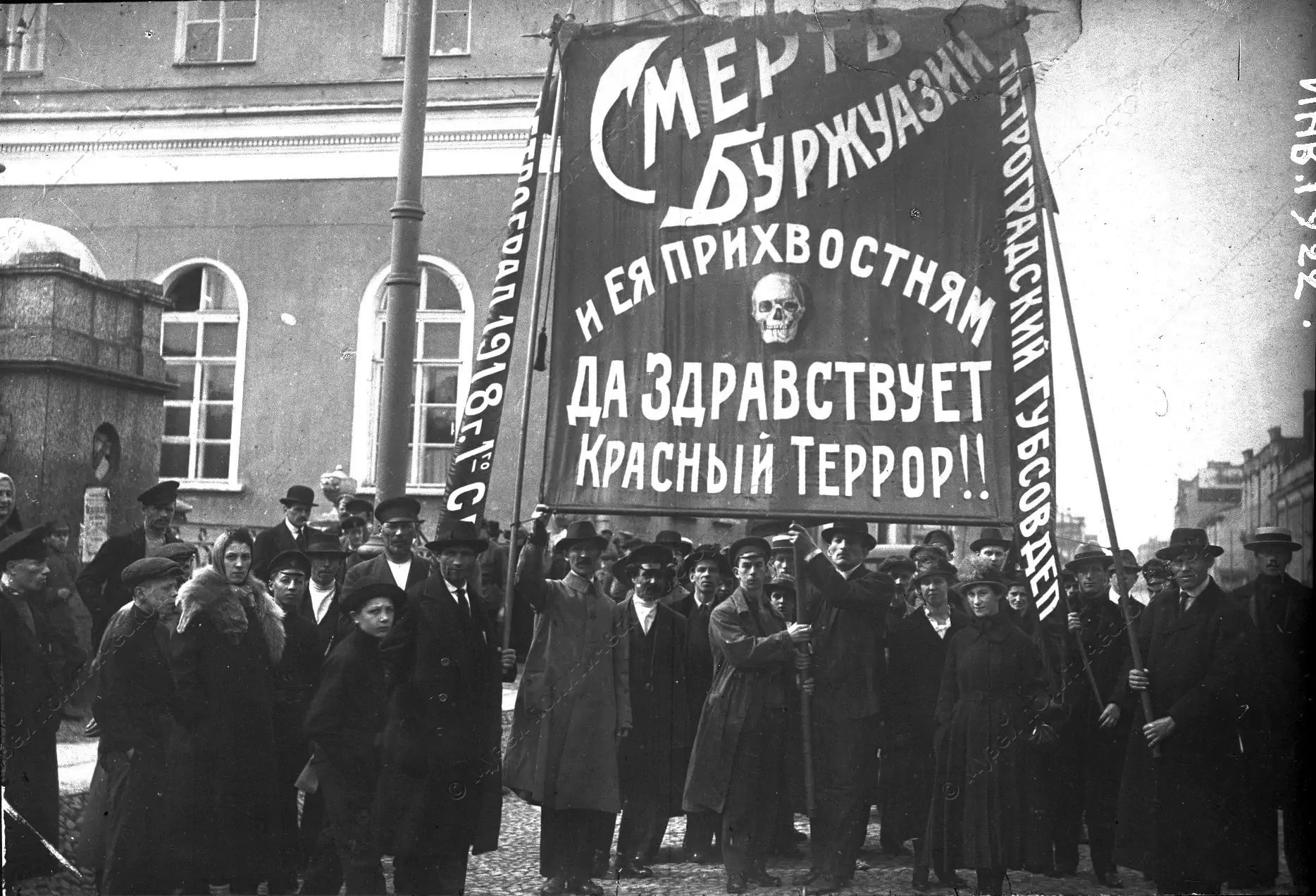
Lính gác tại mộ của Moissei Urizki, chủ tịch Petrograd, người bị Bạch Vệ ám sát. Lời dịch của biểu ngữ: "Hãy giết chết bọn Tư sản và tay sai của chúng. Khủng bố đỏ muôn năm." (đầu tháng 9 năm 1918).

Khủng bố Đỏ (tiếng Nga: красный террор, đã Latinh hoá: krasnyj terror) là tên gọi chỉ những biện pháp thuộc thời kỳ cuộc Nội chiến Nga vào năm 1919, khi quân đội của những người Bolshevik dùng những biện pháp trấn áp một cách có hệ thống, bắt giữ hoặc xử bắn chống lại quân đội Bạch Vệ và những phe nhóm chống Cách mạng như cựu thành viên chế độ Sa hoàng, giới Kulaken, giới tư sản, những giáo sĩ chống Bolshevik cũng như các nhóm đối lập bị coi là phản cách mạng Từ "Khủng bố" thời đó được hiểu là "tạo ra nỗi khiếp sợ cho quân đội kẻ địch" (không phải là giết hại thường dân như cách hiểu ngày nay).
Từ này được những người Bolshevik dùng nhiều, cũng để đe dọa công khai các nhóm chống cách mạng. Nó xảy ra trong thời nội chiến Nga như một biện pháp nhằm đáp trả Khủng bố trắng do Bạch Vệ tiến hành nhằm tiêu diệt các lực lượng cách mạng, mà cũng hoành hành cho đến hết cuộc nội chiến, tuy không được lèo lái theo một chiến lược cụ thể nào. Đây được coi là một biện pháp mạnh nhằm loại bỏ những thành phần nội gián chống Cách mạng tại các vùng do nhà nước Bolshevik kiểm soát, góp phần cho chiến thắng trong cuộc Nội chiến Nga đang diễn ra ác liệt

## Lịch sử

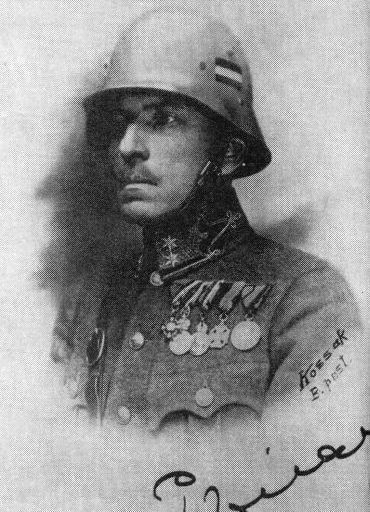
Tướng Pál Prónay, lãnh đạo Khủng bố trắng chống Xô-viết tại Hungary năm 1919-1921

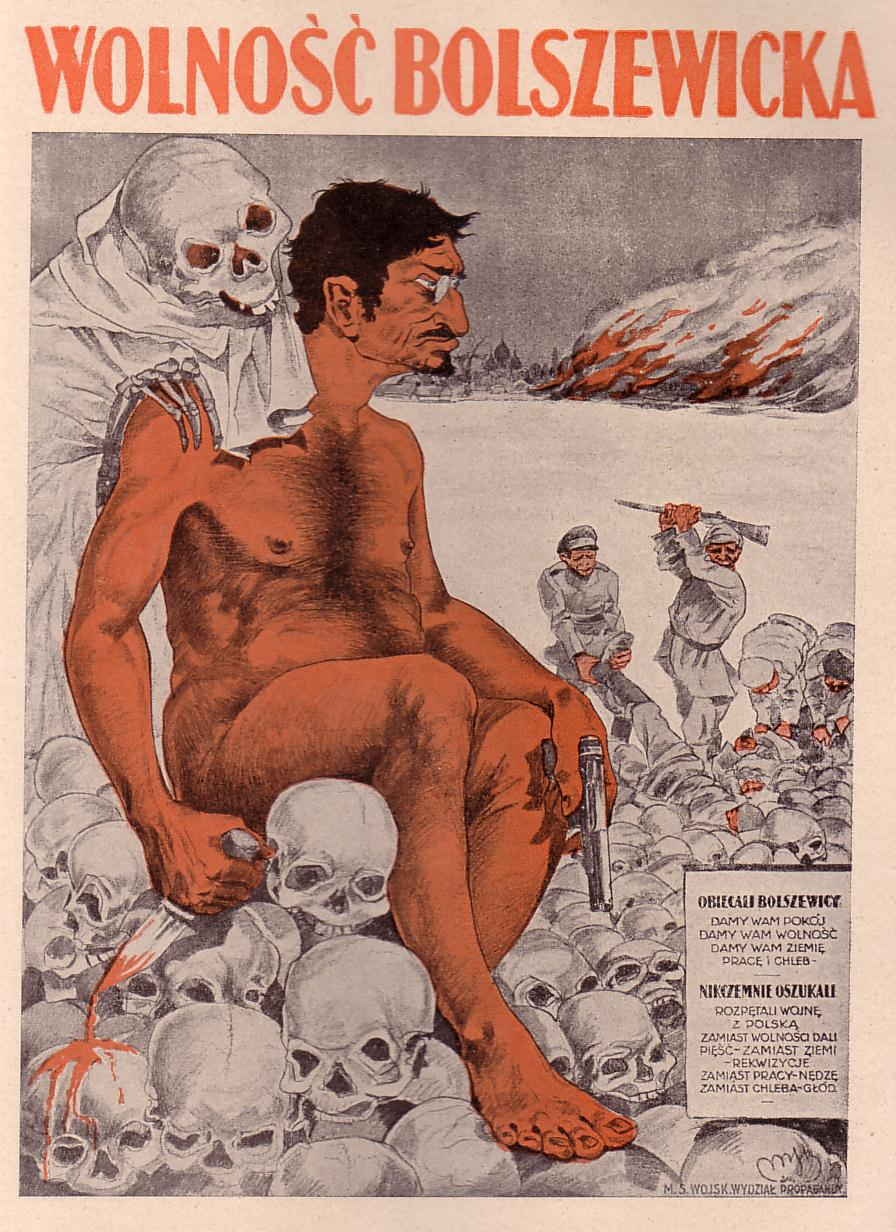
"Tự do kiểu Bolshevik" – Tranh tuyên truyền của Ba Lan trong cuộc Chiến tranh Nga–Ba Lan (1919–1921) với hình ảnh biếm họa trần truồng của Leon Trotsky

Cách Mạng Tháng Mười Nga diễn ra và thành công khi Chiến tranh thế giới thứ nhất đang diễn ra vào giai đoạn quyết liệt nên các cường quốc trên thế giới không rảnh tay can thiệp vào tình hình nước Nga. Nhưng sau khi chiến tranh kết thúc, các nước này đã từng bước leo thang chống lại chính quyền Xô Viết. Đức tuy đã tạm thời ký hòa ước nhưng vẫn muốn chiếm được thêm nhiều vùng đất của Nga. Trong khi đó, từ cuối năm 1917, các cường quốc trong phe Hiệp Ước đã thảo ra một kế hoạch bao vây và tấn công nước Nga Xô Viết: Pháp sẽ tấn công và lật đổ chính quyền Xô Viết ở Ukraina, Krym, Bessarabia; Anh sẽ tấn công và lật đổ chính quyền Xô Viết ở phía bắc nước Nga, ở vùng sông Đông, Kuban, Kavkaz; Mỹ và Nhật sẽ tấn công ở vùng Viễn Đông và Siberia.
Các cường quốc trong phe Hiệp Ước không công nhận chính quyền Xô Viết, lấy cớ nước Nga Xô Viết tự ý rút ra khỏi chiến tranh để phối hợp với các lực lượng chống đối trong nước, lật đổ chính quyền Xô Viết, buộc nước Nga phải chấp nhận các lợi ích của Anh, Pháp, Nhật và Mỹ.
Tháng 12-1917, quân Rumani (được Pháp hỗ trợ) đã chiếm vùng Bessarabia. Từ tháng 3 đến tháng 4/1918, quân đội các nước Hiệp ước đã xuất hiện tại vùng biên giới của nước Nga. Quân đội Anh, Mĩ, Pháp đổ bộ lên hải cảng Murmansk ở phía cực bắc. Quân đội Nhật, sau đó là Mĩ, chiếm Vladivostok, hải cảng ở miền cực đông nước Nga. Ngày ngày 25 tháng 5 năm 1918, quân đoàn Tiệp Khắc nổi loạn. Cùng với Bạch Vệ Nga và các thế lực chống Xô-viết khác, quân đoàn Tiệp Khắc đã chiếm được toàn bộ vùng Xibia rộng lớn và nhiều thành phố dọc sông Vonga như Xamara, Ximbiếc, Cadan... Chính quyền Xô viết đã bị lật đổ ở nhiều nơi. Tại Cadan, quân Bạch Vệ đã chiếm được kho bạc quốc gia với hơn 600 triệu rúp vàng, đó là phần lớn số vàng dự trữ của Nhà nước Xô viết. Lực lượng Mensevik thì gây ra vụ ám sát đại sứ Đức tại Nga, chiếm các tòa nhà ở Mátxcơva và tấn công cả vào điện Kremli
Mùa hè năm 1918, đất nước Xô Viết ở trong một tình huống cực kì khó khăn và nguy hiểm. Khoảng 14 vạn quân của 11 nước phương Tây (về sau tăng lên tới 30 vạn), cùng khoảng 1 triệu quân Bạch Vệ đã chiếm được khoảng 3/4 lãnh thổ của đất nước Xô Viết. Họ đã chiếm được những trung tâm nguyên liệu, nhiên liệu và lúa mì. Nền kinh tế của đất nước rơi vào tình trạng cực kì khó khăn: các nhà máy phải đóng cửa vì thiếu nguyên liệu và nhiên liệu, giao thông bị đình trệ, nhân dân (nhất là dân các thành phố) lâm vào cảnh đói rét và bệnh tật. Các thế lực chống đối nổi lên ở nơi nơi: kể cả ở Moskva và Petrograd. Ngày ngày 30 tháng 8 năm 1918, các lực lượng Bạch Vệ đã tiến hành hoạt động ám sát Lenin nhưng thất bại. Tại các vùng bị chiếm đóng, các lực lượng Bạch Vệ đã tiến hành Khủng bố trắng: những người ủng hộ Bolshevik bị truy sát ráo riết, các đảng viên Bolshevik bị sát hại dã man. Những nơi mà ruộng đất, tài sản đã được Bolshevik chia cho nông dân thì nay bị cướp lại.
Khủng bố trắng nhắm tới những người ủng hộ Cách mạng và người Do thái, được Bạch Vệ gọi chung là "Bolshevik Do thái". Cuộc tấn công của Quân Bạch vệ của tướng Denikin vào Ukraina mùa hè 1919 dẫn tới nhiều cuộc khủng bố các người Do thái sống ở đó, làm cho 150 ngàn người chết. Trong cuộc nội chiến Nga, ước tính khoảng 100.000 người Do Thái thiệt mạng trong cuộc khủng bố trắng gây ra bởi lực lượng ly khai Ukraina cầm đầu bởi Symon Petlyura và lực lượng Bạch Vệ do Anton Deniki. Lực lượng vũ trang duy nhất trong cuộc Nội chiến Nga không làm hại người Do Thái là Hồng quân Liên Xô. Do vậy, người Do Thái đã coi Hồng quân là người bảo vệ của họ, khủng bố trắng đã thúc đẩy thanh niên Do Thái gia nhập Hồng quân để trả thù quân Bạch Vệ
Trước tình hình khẩn cấp, lực lượng Bolshevik buộc phải đáp trả bằng những biện pháp cứng rắn và quyết liệt. Trước hết là phải thanh trừng các lực lượng chống phá trong hậu phương của Nhà nước Xô viết. Tháng 9-1918, nước Cộng hòa Xô viết được tuyên bố là một "mặt trận quân sự thống nhất" với việc thực hiện mọi biện pháp khẩn cấp cho cuộc chiến đấu đánh bại thù trong giặc ngoài.
Các vụ trấn áp (về sau được gọi chung là "khủng bố đỏ") xảy ra ngay sau Cách mạng Tháng Mười đã được Lenin ủng hộ. Ngày chính thức bắt đầu của cuộc Khủng bố Đỏ – nhóm Tscheka là cơ quan chính đã được thành lập từ năm 1917 – là khi sắc lệnh của chính quyền Xô Viết Về khủng bố Đỏ được ban hành ngày 5 tháng 9 năm 1918: Những đối tượng bị trấn áp đầu tiên là các lãnh tụ của đảng cấp tiến Kadets, "những công nhân đình công" và các địa chủ chống cách mạng (Kulak) và càng ngày càng gia tăng sau vụ ám sát chủ tịch của Petrograd Tscheka Urizki cũng như vụ ám sát bất thành nhắm vào lãnh đạo chính quyền Xô Viết (Lenin) vào ngày 30 tháng 8 năm 1918, được tiến hành bởi Fanny Kaplan. Để trả đũa, 500 người "đại diện cho giai cấp bị lật đổ" đã bị xử bắn ngay lập tức bởi chính phủ Xô viết sau cuộc ám sát Uritsky.
Cuộc đấu tranh quyết liệt này đã biểu lộ bởi Grigory Zinoviev, lúc đó là thành viên Ủy ban Trung ương Đảng Cộng sản vào giữa tháng 9 năm 1918:
Để đánh bại kẻ thù chúng ta phải có chủ nghĩa quân phiệt xã hội riêng của chúng ta. Chúng ta phải lôi cuốn được sự ủng hộ của 90 triệu người dân từ 100 triệu dân Nga. Số còn lại, chúng ta không có gì để nói với họ, họ phải bị loại bỏ.— Grigory Zinoviev, 1918

Khác với cuộc Cách mạng Pháp (mà thời kỳ khủng bố kéo dài vài tháng và nhắm vào giới quý tộc, cũng như những đối thủ của cuộc cách mạng), trong cuộc khủng bố đỏ động cơ chính là giai cấp tư sản chống cách mạng qua câu nói của người phó điều hành của Ủy ban Đặc biệt toàn Nga (Tscheka), Martin Iwanowitsch Latsi, công bố vào tháng 11 năm 1918 trên tờ báo Krasnnyi terror (Khủng bố Đỏ): „Chúng tôi không gây chiến với cá nhân riêng tẻ. Chúng tôi tiêu diệt giai cấp Tư sản." Việc thực hiện những biện pháp trấn áp như bắt giam, tra khảo, đưa vào các trại tập trung hoặc xử bắn được thực hiện bởi cơ quan cảnh sát mật Tscheka, năm 1922 được đổi tên là GPU. Ước lượng khoảng 250.000 đến 1.000.000 đã bị bắt giữ trong thời kỳ chiến tranh này.
Tại Bán đảo Krym, tướng Béla Kun, người được Vladimir Lenin cử tới đây, đã tự ý cho xử bắn hoặc treo cổ tổng cộng 50.000 tù binh bạch vệ sau khi đã đánh bại tướng Pyotr Nikolayevich Wrangel vào cuối năm 1920. Trước đó những người này đã được hứa là sẽ được ân xá nếu đầu hàng. Việc này được xem là một trong những cuộc xử bắn tù binh lớn nhất trong một cuộc nội chiến. Sau vụ việc trấn áp bị xem là quá tay này, Béla Kun bị mất uy tín ngay cả trong Đảng Bolshevik, bị chính phủ tước quyền cầm quân và rút về làm tuyên truyền viên.
Khủng bố đỏ được thi hành, tấn công khốc liệt vào các phần tử có quan hệ với các tổ chức Bạch Vệ, các âm mưu bạo loạn. Khủng bố đỏ rất cứng rắn, nhưng cũng rất hiệu quả trong tình hình chiến cuộc căng thẳng lúc đó. Nửa sau năm 1918, các lực lượng nổi loạn ở hậu phương đã bị khủng bố đỏ trấn áp. Nước Cộng hòa Xô Viết đã có thể ổn định hậu phương và sẵn sàng cho những trận đánh lớn vào năm 1919.